# Läroplan för förskolan (Lpfö 18)
Läroplan för förskolan (Lpfö 18) är en läroplan för förskolan i Sverige som infördes den 1 juli 2019. Läroplanen reglerar hur verksamheten inom svensk förskola ska bedrivas.

## Innehållet i Lpfö 18
Läroplanen har två delar. Den första delen handlar om förskolans värdegrund och uppdrag. Den andra delen stipulerar de mål och riktlinjer som gäller för verksamheten.

### Förskolans värdegrund och uppdrag
Den första delen av läroplanen handlar om syftet med förskolan, dess värdegrund och uppdrag i vid bemärkelse. I den här delen framgår det att förskolan ska främja alla barns utveckling och lärande samt en livslång lust att lära. Utbildningen ska främja förståelse och medmänsklighet, vara saklig och allsidig och likvärdig oavsett var i landet den anordnas. Det framgår också att utbildningen ska ta anpassas efter barns olika behov och förutsättningar. Utbildningen ska utgå från en helhetssyn på barn och barnens behov, där omsorg, utveckling och lärande bildar en helhet.

### Mål och riktlinjer
Den andra delen av läroplanen handlar om vilka mål och riktlinjer som finns för verksamheten. Följande områden avhandlas i avsnittet:
- Normer och värden
- Omsorg, utveckling och lärande
- Barns delaktighet och inflytande
- Förskola och hem
- Övergång och samverkan
- Uppföljning, utvärdering och utveckling
- Förskollärares ansvar i undervisningen
- Rektorns ansvar

#### Målformuleringar i Lpfö 18
Inom områdena 2.1 Normer och värden, 2.2 Omsorg, lärande och utveckling och 2.3 Barns delaktighet och inflytande finns mål specificerade för verksamheten. Varje område inleds med texten "Förskolan ska ge varje barn förutsättningar att utveckla", som sedan åtföljs av ett antal mål, presenterade i punktform. Totalt omfattar de tre områdena 33 mål, varav 25 återfinns i avsnitt 2.2 Omsorg, utveckling och lärande. Här följer några exempel på hur målen är formulerade:
2.1 Normer och värden
- öppenhet, respekt, solidaritet och ansvarstagande
- förmåga att ta hänsyn till och leva sig in i andra människors situation samt vilja att hjälpa andra
- ett växande ansvar och intresse för hållbar utveckling och att aktivt delta i samhället

2.2 Omsorg, utveckling och lärande
- självständighet och tillit till sin egen förmåga
- förmåga att skapa samt förmåga att uttrycka och kommunicera upplevelser, tankar och erfarenheter i olika uttrycksformer som bild, form, drama, rörelse, sång, musik och dans
- intresse för skriftspråk samt förståelse för symboler och hur de används för att förmedla budskap
- förståelse för rum, tid och form, och grundläggande egenskaper hos mängder, mönster, antal, ordning, tal, mätning och förändring, samt att resonera matematiskt om detta
- förmåga att utforska, beskriva med olika uttrycksformer, ställa frågor om och samtala om naturvetenskap och teknik

2.3 Barns delaktighet och inflytande
- intresse för och förmåga att uttrycka tankar och åsikter så att de kan påverka sin situation
- förmåga att ta ansvar för sina egna handlingar och för miljön i förskolan
- förståelse för demokratiska principer och förmåga att samarbeta och fatta beslut enligt dem

#### Riktlinjer i läroplanen
För alla de olika områdena i läroplanens andra del, förutom 2.7 Förskollärares ansvar i undervisningen och 2.8 Rektorns ansvar finns riktlinjer preciserade för verksamheten. De är fördelade på två underrubriker, som särskiljer förskollärarens ansvar från vad arbetslaget som helhet ska göra. Därefter följer ett antal punkter som gäller för verksamheten. Här följer ett exempel från varje underrubrik för vart och ett av områdena som har riktlinjer:
2.1 Normer och värden
Förskollärare ska ansvara för att
- aktivt inkludera ett jämställdhetsperspektiv så att alla barn får likvärdiga möjligheter till utvidgade perspektiv och val oavsett könstillhörighet

Arbetslaget ska
- stimulera barnens samspel samt hjälpa och stödja dem att bearbeta konflikter, reda ut missförstånd, kompromissa och respektera varandra

2.2 Omsorg, utveckling och lärande
Förskollärare ska ansvara för att varje barn
- utmanas och stimuleras i sin motoriska, sociala, emotionella och kognitiva utveckling

Arbetslaget ska
- skapa förutsättningar för barnen att utveckla sin förmåga att kommunicera, dokumentera och förmedla upplevelser, erfarenheter, idéer och tankar med hjälp av olika uttrycksformer, såväl med som utan digitala verktyg.

2.3 Barns delaktighet och inflytande
Förskollärare ska ansvara för att varje barn
- får ett reellt inflytande över arbetssätt och innehåll

Arbetslaget ska
- förbereda barnen för delaktighet och ansvar och för de rättigheter och skyldigheter som gäller i ett demokratiskt samhälle

2.4 Förskola och hem
Förskollärare ska ansvara för att
- utvecklingssamtalets innehåll, utformning och genomförande överensstämmer med de nationella målen

Arbetslaget ska
- föra fortlöpande samtal med barns vårdnadshavare om barnets trivsel, utveckling och lärande samt genomföra utvecklingssamtal

2.5 Övergång och samverkan
Förskollärare ska ansvara för att
- i samverkan med förskollärare och lärare i förskoleklassen, skolan och fritidshemmet, utbyta kunskaper och erfarenheter samt information om innehållet i utbildningen för att skapa sammanhang, kontinuitet och progression i barnens utveckling och lärande

Arbetslaget ska
- i samverkan med förskollärare och lärare i förskoleklassen, skolan och fritidshemmet förbereda barnen och deras vårdnadshavare inför övergångar

2.6 Uppföljning, utvärdering och utveckling
Förskollärare ska ansvara för att
- varje barns utveckling och lärande kontinuerligt och systematiskt följs, dokumenteras och analyseras för att det ska vara möjligt att utvärdera hur förskolan tillgodoser barnens möjligheter att utvecklas och lära i enlighet med läroplanens mål

Arbetslaget ska
- analysera resultaten av uppföljningar och utvärderingar i syfte att utveckla förskolans kvalitet och därmed barnens möjligheter till omsorg samt förutsättningar för utveckling och lärande

## Förändringar jämfört med Lpfö 98
Lpfö 18 är en reviderad version av Lpfö 98. Det innebär att läroplanen fortfarande har intentionerna att förskolan ska vara rolig, trygg och lärorik för alla barn. Målen riktar sig fortfarande till förskolan, och det finns inga uppnåendemål för barnen. Det har skett förändringar i innehåll, disposition och språk i både del 1 och del 2. Bland annat har vissa texter i del 1 som tidigare fanns under rubriken Förståelse och medmänsklighet i Lpfö 98 flyttats till rubriken Grundläggande värden i Lpfö 18. Så om man vid en första genomläsning tycker att det är mycket nytt så kan det bero på att texter som finns på ett ställe i Lpfö 98 finns på ett annat ställe i Lpfö 18.
Texten har också uppdaterats mot gällande lagstiftning: skollagen, språklagen och lagen om nationella minoriteter och minoritetsspråk. Det innebär bland annat att begreppen utbildning och undervisning har förts in i läroplanen. Genom att föra in begreppen i läroplanen betonas att förskolan är en del av skolväsendet.

### Förändringar i strukturen
Utgångspunkten har varit att förskolans läroplan ska ha en liknande struktur som de andra skolformernas läroplaner har, främst grundskolans läroplan Lgr 11. Det här påverkar bland annat rubrikerna, som har förändrats jämfört med Lpfö 98 men som också har anpassats till förskolans målgrupp. Ett exempel på det är rubriken till avsnitt 2.3 som inte är exakt likadan som i Lgr11. I Lgr 11 heter den Elevernas ansvar och inflytande, medan den i Lpfö 18 istället heter Barns delaktighet och inflytande.

### Förändringar i språket
Språket i läroplanen har bearbetats för att bli mer lättläst. Texten har fått fler underrubriker i del 1 för att göra den mer lättläst och lättare att hitta i. Texten har så långt som möjligt blivit rensad från passiv form, för att det ska bli mer tydligt vem adressaten är. Exempelvis står det i Lpfö 98, under riktlinjer till förskollärare att ”förskollärare ska ansvara för att förskolan tillämpar ett demokratiskt arbetssätt…” I Lpfö 18 står det istället att ”förskollärare ansvarar för att tillämpa ett demokratiskt arbetssätt…” Tanken är att det ska bli tydligt i riktlinjerna vad som förväntas av förskollärare. Motsvarande förändringar finns i de riktlinjer som riktar sig till arbetslaget. 
Eftersom titeln förskolechef ersätts med rektor från och med 1 juli 2019 används genomgående ”rektorn” i Lpfö 18.

## Läroplaner i Sverige
Läroplanen för förskolan, Lpfö18, är en av flera läroplaner som gäller och har gällt i Sverige.